# Glifada
Glifada (in greco Γλυφάδα?) è un comune della Grecia situato nella periferia dell'Attica (unità periferica di Atene Meridionale).
Il centro urbano si estende dalla zona montuosa dell'Imetto fino a scendere presso le rive del Golfo Saronico e la località è anche nota dimora di molte celebrità e membri dello showbiz greco, tra cui politici, sportivi e personaggi del mondo dello spettacolo. Con i suoi lussuosi negozi, ristoranti pregiati e locali esclusivi, Glifada è considerata il fulcro della vita mondana ateniese tanto da essere soprannominata la "Beverly Hills greca".